# Gapennes
Gapennes település Franciaországban, Somme megyében. Lakosainak száma 273 fő (2022. január 1.). Gapennes Yvrencheux, Agenvillers, Brailly-Cornehotte, Domvast, Millencourt-en-Ponthieu, Noyelles-en-Chaussée, Oneux és Saint-Riquier községekkel határos.

## Népesség
A település népességének változása:
| Lakosok száma | 257  | 271  | 280  | 281  | 281  | 280  | 278  | 275  | 273  |
|               | 2013 | 2015 | 2016 | 2017 | 2018 | 2019 | 2020 | 2021 | 2022 |